# Eduardo García Mendoza
Eduardo García Mendoza (Guadalajara, Jalisco; 11 de julio de 2002) es un futbolista mexicano, juega como portero y su equipo actual es el Club Deportivo Guadalajara de la Primera División de México.

## Inicios
Salido de las fuerzas básicas del Club Deportivo Guadalajara, ha tenido paso por todas las categorías de las chivas, logrando conseguir diferentes campeonatos en categorías inferiores.

### Club Deportivo Tapatío
Debutó en Liga de Expansión con la filial de dicha categoría (el Club Deportivo Tapatío) el 11 de agosto de 2022, siendo titular en un empate a 1 ante Raya2 Expansión. A partir de entonces se haría con la titularidad del Tapatío.
Club Deportivo Guadalajara
Tras tener buenas actuaciones con Tapatío es llamado al primer equipo 
Debuta el 17 de enero de 2025 en la jornada 2 contra el Club Necaxa ante la ausencia de Raúl Rangel (futbolista) y de Óscar Whalley en la portería donde Chivas cae 3-2 

## Selección nacional

### Sub-17
Debutaría con la selección juvenil el 1 de mayo en el Campeonato Sub-17 2019 jugando todo el partido, en la victoria 1-0 ante Jamaica

### Mundial Sub-17
Fue parte de la selección mexicana sub-17 que fue al Mundial de Brasil 2019 de dicha categoría. Con grandes actuaciones de su parte, incluyendo penales atajados contra Holanda en semifinales.

### Sub-20
Recibiría su primer llamada a la selección sub-20 para el Torneo Maurice Revello, en el cual solo estaría en dos partidos

### Sub-23
Para el 2023 sería convocado para disputar los Juegos Centroamericanos y del Caribe en El Salvador, en dicha competición la selección se colgaría la medalla de oro.
Tan solo unos meses después de su participación en los Juegos Centroamericanos, volvería a ser requerido en la selección pero esta vez para disputar los Juegos Panamericanos en Chile, donde la selección se volvería a colgar una medalla aunque esta vez sería de bronce.
En junio de 2024 estaría nuevamente en una convocatoria pero ahora para disputar el Torneo Maurice Revello, solo disputaría un partido el cual fue por el quinto partido ante Japón.
El 17 de enero del 2025 en la segunda jornada de la Liga MX ante Necaxa, mientras Raul Rangel se encontraba en Selección Nacional y Oscar Walley fuera por lesión, García debuta como titular del conjunto del rebaño sagrado.

## Palmarés

### Títulos nacionales
| Título                                   | Club    | País   | Año  |
| ---------------------------------------- | ------- | ------ | ---- |
| Liga de Expansión MX                     | Tapatío | México | 2023 |
| Campeón de Campeones (Liga de Expansión) | Tapatío | México | 2023 |
| Liga de Expansión MX                     | Tapatío | México | 2024 |

### Campeonatos internacionales
| Título                           | Equipo        | Sede           | Año  |
| -------------------------------- | ------------- | -------------- | ---- |
| Campeonato Sub-17 de la Concacaf | México Sub-17 | Estados Unidos | 2019 |
| Torneo Centroamericano de Fútbol | México Sub-23 | San Salvador   | 2023 |
| Juegos Panamericanos             | México Sub-23 | Santiago       | 2023 |